# Glasenberg
Pour les articles homonymes, voir Glasenberg (homonymie).
Glasenberg est un écart de la commune de Lambach, dans le département de la Moselle. Il comptait 219 habitants en 1900.

## Géographie

### Localisation
Le hameau de Glasenberg s'étend sur le plateau, dominant le village de Lambach, situé dans la vallée, dans la zone où la forêt est largement trouée par les essartages. Lorsque nous arrivons de Bitche par la route de Lemberg, après avoir travesé le hameau de la Schwangerbach, bientôt apparaît une route à droite, qui vous mènera au hameau de Glasenberg, annexe de la commune de Lambach. À l'ouest décline lentement le soleil, derrière le Sonnenberg, indice parmi d'autres de l'existence d'un ancien culte solaire à l'époque celtique. Le village présente de vieilles maisons agrippées au rocher.

### Lieux-dits
- Berg.
- Eichelboden.
- Saueck.
- Wasserloch[1].

## Histoire
Le hameau est mentionné pour la première fois en 1750 sous sa forme actuelle, un toponyme évoquant une verrerie aujourd'hui disparue et dont aucune trace n'a été retrouvée. Nulle trace non plus de la Mohrenkirche ou église des Maures, cette chapelle ou église évanouie dans la poussière des siècles et qui se serait élevé voici longtemps entre Glasenberg et Lambach, à moins qu'elle ne se soit métamorphosée en la moire chatoyante du paysage.

## Politique et administration

### Situation administrative
Du point de vue administratif, le village est une annexe de la commune de Lambach qui fait partie du canton de Bitche depuis 2015, après avoir appartenu à l'éphémère canton de Lemberg de 1790 à 1802 et au canton de Rohrbach de 1802 à 2014.

## Culture locale et patrimoine

### Cultes
Du point de vue spirituel, le hameau est tout d'abord succursale de l'ancienne paroisse de Siersthal, située dans l'archiprêtré de Hornbach, aujourd'hui en proche Allemagne. Lors de la réforme des circonscriptions ecclésiastiques, entreprise en 1802, il passe dans le nouvel archiprêtré de Rohrbach, calqué sur le canton, avant d'être rattaché à la nouvelle paroisse de Lambach lors de son érection en 1907.

### Lieux et monuments
Un calvaire est érigé durant la seconde moitié du XVIIIe siècle, au croisement des rues de Bitche et de la Fontaine. En grès sculpté, il s'agit d'une croix monumentale avec socle droit, fût-stèle droit galbé en plan et croisillon en croix latine. La croix représente la Sainte-Trinité, la Très Sainte Vierge et saint Jean, ainsi que saint Antoine de Padoue ; le décor figure des symboles profanes, tels que des ornements végétaux et des arabesques, ainsi que des symboles funéraires (tête de mort et tibia). À la sortie du hameau, sur la route menant à Lemberg et à la Schwangerbach, une deuxième croix est érigée sur le chemin qui poursuit la rue de Bitche. Érigée après la dernière guerre mondiale, elle est restaurée en 1996.